# Eugenia Kumacheva

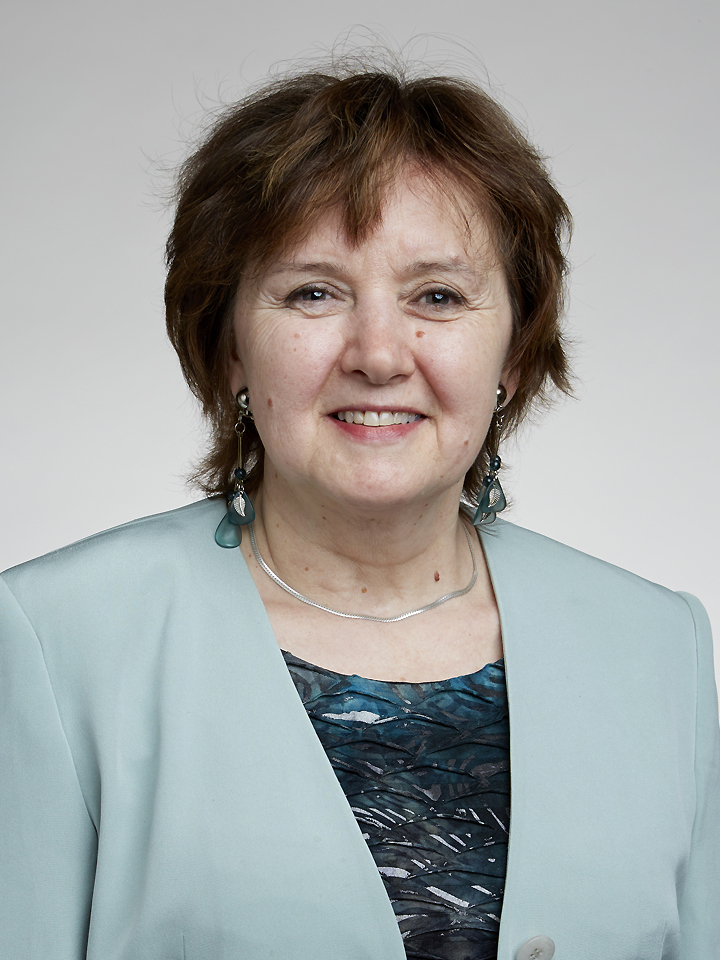
Eugenia Kumacheva, 2016

 Eugenia Eduardovna Kumacheva OC FRS FRSC (russisch Евгения Эдуардовна Кумачева; * 1955 in Odessa, Sowjetunion) ist eine kanadische Chemikerin und Hochschullehrerin. Sie ist emeritierte Universitätsprofessorin für Chemie an der Universität Toronto und forscht auf dem Gebiet der Polymerwissenschaften, Nanotechnologie, Mikrofluidik und Grenzflächenchemie.

## Leben und Werk
Kumacheva erhielt 1978 ihren Abschluss mit Auszeichnung am Staatlichen Institut für Technologie in Sankt Petersburg und arbeitete in der Industrie. Sie studierte dann an der Graduiertenschule am Institut für Physikalische Chemie der Russischen Akademie der Wissenschaften. Sie promovierte 1985 und wurde Mitarbeiterin am Institut für Kolloidchemie der Lomonossow-Universität Moskau. Von 1991 bis 1994 forschte sie als Postdoktorandin im Labor von Jacob Klein am Weizmann-Institut für Wissenschaften in Israel, wo sie Oberflächenkräfte in dünnen Schichten einfacher Flüssigkeiten und Polymere untersuchte. 1995 schloss sie sich der Gruppe von Mitchel Winnik im Fachbereich Chemie der Universität Toronto an, wo sie sich mit Studien zur Morphologie mehrkomponentiger Polymersysteme beschäftigte. 1996 wurde sie Assistenzprofessorin an der Fakultät für Chemie der Universität Toronto und 2005 wurde sie dort ordentliche Professorin.
Ihr erstes Sabbatical verbrachte sie 2002 an der Harvard University bei George Whitesides. Sie war 2003 Gastprofessorin an der Universität Oxford, 2006 an der Universität Straßburg, 2009 an der Lomonossow-Universität Moskau, 2010 an der Universität Cambridge und 2011 an der Universität Bayreuth.
Kumacheva ist oder war Mitglied in Beiräten des Brookhaven National Laboratory, des Triangle Materials Science and Engineering Center, des RIKEN Instituts in Japan, und in Deutschland des DWI – Leibniz-Institut für Interaktive Materialien, des Freiburg Institute for Advanced Studies und des Max-Planck-Institut für Polymerforschung. Sie ist Mitglied des Chemieausschusses des Europäischen Forschungsrats und Mitglied des New Fellows Committee der Royal Society in Großbritannien.
Sie ist Mitherausgeberin von Science Advances. Seit 2018 ist sie Mitglied der internationalen Jury für den L’Oréal-UNESCO-Preis Women in Science und fungiert als Botschafterin des Nature-Forschungspreises.
Sie forscht im Bereich weicher Materialien, darunter Polymere, Kolloide, Flüssigkristalle, Hydrogele und lebende Materie, mit Anwendungen von der optischen Datenspeicherung über Biometrie und Gewebezüchtung bis hin zur Arzneimittelforschung und -verabreichung. Einer der wirkungsvollen Ansätze, die in ihrer Gruppe entwickelt wurden, ist die Selbstorganisation von Nanopartikeln in hierarchischen Strukturen mit hochgradig kontrollierbarer Geometrie und Komplexität. In einem anderen Ansatz entdeckte sie durch Nachahmung des Verhaltens von Pflanzengewebe einen neuen Mechanismus der Formtransformation in weichen Materialien und entwarf selbstformende, reizempfindliche Polymere. Weitere Forschungsinteressen umfassen die kontinuierliche mikrofluidische Synthese von Polymerkolloiden mit Kontrolle über ihre Zusammensetzung, Dimensionen und Formen sowie die Erforschung des Verhaltens weicher Materie in eingeschränkten Geometrien.
Sie ist Fellow der Royal Society of Canada und der Royal Society (UK).
Sie hat 2 Bücher, 10 Buchkapitel und mehr als 300 Artikel veröffentlicht und besitzt 40 Patente. Am 29. Juli 2024 betrug ihr h-Index 97.

## Auszeichnungen
- 1992: Stipendium der Minerva-Stiftung
- 1994: Gaststipendium des Imperial College London
- 2004: Clara Benson Award
- 2007: Ernennung zum Fellow der Royal Society of Canada
- 2009: UNESCO-L’Oréal-Preis[2]
- 2011: Connaught Innovation Award, Connaught Stiftung
- 2012: Humboldt-Forschungspreis
- 2016: Fellow of the Royal Society (FRS)
- 2017: Chemical Institute of Canada Medal
- 2019: De Gennes Prize, Royal Society of Chemistry[3]
- 2020: Ehrenpreis für Lebensleistung in Nanowissenschaft und Nanotechnologie in Ontario
- 2020: Offizier des Ordens von Kanada[4]
- 2021: Fellow der John Simon Guggenheim Memorial Foundation[5]
- 2023: Henry Marshall Tory Medal, Royal Society of Canada[6]
- 2024: ACS Award in Polymer Chemistry, American Chemical Society[7]